# Filth Pig
Filth Pig es el sexto álbum de estudio de la banda de metal industrial Ministry. En él, la banda muestra un sonido diferente a los demás, ya que está más orientado al doom y al sludge metal, siempre bajo esa base de metal industrial que caracteriza a la banda liderada por Al Jourgensen.

## Lista de canciones
| N.º   | Título           | Escritor(es)                                | Duración |  |
| 1.    | «Reload»         | Jourgensen, Barker                          | 2:25     |  |
| 2.    | «Filth Pig»      | Jourgensen, Barker                          | 6:19     |  |
| 3.    | «Lava»           | Jourgensen, Barker                          | 6:30     |  |
| 4.    | «Crumbs»         | Jourgensen, Barker, Scaccia, Svitek, Washam | 4:15     |  |
| 5.    | «Useless»        | Jourgensen, Barker, Rieflin, Scaccia        | 5:55     |  |
| 6.    | «Dead Guy»       | Jourgensen, Barker, Washam                  | 5:14     |  |
| 7.    | «Game Show»      | Jourgensen, Barker, Scaccia, Svitek, Washam | 7:45     |  |
| 8.    | «The Fall»       | Jourgensen, Balch                           | 4:54     |  |
| 9.    | «Lay, Lady, Lay» | Bob Dylan                                   | 5:44     |  |
| 10.   | «Brick Windows»  | Jourgensen, Barker                          | 5:23     |  |
| 54:28 |                  |                                             |          |  |

## Créditos

### Ministry
- Al Jourgensen - Voz (1-4, 6-10), guitarra, teclado, mandolina (1), armónica (2), "pedal steel" (9), piano (8), producción.
- Paul Barker - Bajo, voz (5), programación, producción.

### Personal adicional
- Rey Washam - batería (4, 6, 7, 9)
- Louis Svitek - guitarra
- Bill Rieflin - batería (1-3, 5)
- Mike Scaccia - guitarra
- Esther Nevarez - coros (5)
- Stella Katsoudas - coros (5)
- Duane Buford - programación (no está acreditado)
- Michael Balch - programación (8, no está acreditado)
- Zlatko Hukic - ingeniero
- Brad Kopplin - ingeniero
- Bill Garcelon - ingeniero asistente
- Jamie Duffy - ingeniero asistente
- Matt Gibson - ingeniero asistente
- Ed Tinley - ingeniero asistente
- Whitney O'Keefe - ingeniero asistente
- Paul Elledge - arte y diseño